# Die Kreatur – Gehasst und gejagt
Die Kreatur – Gehasst und gejagt (Originaltitel Frankenstein) ist eine US-amerikanisch-deutsche Miniserie aus dem Jahr 2004 von Kevin Connor. Die Miniserie wird in Deutschland fast ausschließlich als Fernsehzweiteiler ausgestrahlt. Als Hauptdarsteller werden Luke Goss, Alec Newman, Julie Delpy, William Hurt und Donald Sutherland genannt.

## Handlung
Kapitän Robert Walton ist ein gescheiterter Schriftsteller, der sich aufmacht, den Nordpol zu erforschen und sein wissenschaftliches Wissen zu erweitern, in der Hoffnung, berühmt zu werden. Während ihrer Ankunft beobachtet die Crew zwei Hundeschlitten, die sich gegenseitig jagen. Ein paar Stunden später rettet die Crew einen der Schlittenfahrer, einen fast erfrorenen und abgemagerten Mann namens Victor Frankenstein. Frankenstein beginnt sich von seiner Anstrengung zu erholen und erzählt Walton die Geschichte seines Lebens.
Victor erzählt zunächst von seiner Kindheit im Jahr 1793. Er wurde in eine wohlhabende Familie in Genf geboren, wächst in einem geborgenen Umfeld auf, umgeben von einer liebevollen Familie und Freunden. Wochen bevor er nach Deutschland an die Universität geht, stirbt seine Mutter an Scharlach. An der Universität entwickelt er eine geheime Technik, um leblose Körper mit Elektrizität zum Leben zu erwecken.
Nachdem er einen verstorbenen Hund wieder zum Leben erweckt hat, beschließt er, künstliches Leben aus Körperteilen verschiedener Toter zu erschaffen. Er hat Erfolg, wird aber von der Kreatur abgestoßen: Er flieht aus dem Raum und die Kreatur verschwindet. Er bricht wegen einer durch Überarbeitung und emotionalen Stress verursachten Lungenentzündung zusammen und wird von seinem Freund Henry Clerval und Elizabeth wieder gesund gepflegt. Als er nach Hause zurückkehrt, findet er seinen Bruder William ermordet vor. Victor ist sich sicher, dass dies das Werk der Kreatur ist, und zieht sich in die Berge zurück, um Frieden zu finden. Die Kreatur findet Victor und erzählt ihm, wie er Angst vor Menschen bekommen hatte und das erste Jahr seines Lebens allein verbrachte, indem er sprechen und lesen lernte, während er eine Familie heimlich beobachtete, in deren Schuppen er lebte. Nachdem er sich dem blinden Großvater annäherte, wurde die Kreatur allerdings von dessen Sohn körperlich angegriffen und rannte davon. Als er nach Genf reiste, traf er einen kleinen Jungen – Victors Bruder William – außerhalb der Stadt Plainpalais. Um den Jungen vom Schreien abzuhalten, tötete die Kreatur ihn versehentlich. Obwohl dies ein Zufall war, betrachtete die Kreatur dies als seinen ersten Racheakt gegen seinen Schöpfer. Die Kreatur schließt seine Geschichte mit der Forderung ab, Frankenstein solle ihm eine Gefährtin wie ihn selbst schaffen. Im Gegenzug verspricht er, dass er und seine Gefährtin in der unbewohnten Wildnis Südamerikas für immer verschwinden werden, wenn Victor seiner Bitte nachkommt.
Victor stimmt widerwillig zu. Clerval versucht, Victor von dessen Vorhaben abzubringen. Entsetzt über die Idee, dass der Kreatur eine Partnerin geschaffen werden soll, wodurch die Gefahr bestünde, dass sich die Geschöpfe fortpflanzen, gibt er das Projekt auf und zerstört das Notizbuch. In diesem hatte er die Methode aufgezeichnet, mit der er die männliche Kreatur zum Leben erweckt hatte. Im nächsten Moment zündet er die noch leblose Braut der Kreatur an, um sie zu vernichten. Wütend schwört die Kreatur Rache an Victor und verspricht, in dessen Hochzeitsnacht bei ihm zu sein. Kurz darauf wird Clerval ermordet. Victor wird wegen Mordes inhaftiert und erleidet einen Nervenzusammenbruch. Nachdem er freigesprochen wurde und seine Gesundheit wiederhergestellt ist, kehrt er mit seinem Vater nach Hause zurück. Zu Hause angekommen, heiratet Victor Elizabeth, aber am Abend der Hochzeit schleicht sich die Kreatur ins Schlafzimmer und erwürgt sie. Victors Vater wird vor Kummer wahnsinnig. Victor schwört, die Kreatur zu jagen und zu zerstören. Nach monatelanger Verfolgung landen die beiden am Polarkreis in der Nähe des Nordpols.
Nachdem Walton Frankensteins Geschichte gehört hat, gibt er nach und willigt ein, nach Hause zu gehen. Frankenstein bittet den Kapitän, das zu erledigen, was er nicht konnte, da die Kreatur nicht am Leben gelassen werden kann. Dem Tode nahe, sieht er den Geist seiner geliebten Frau, der ihm zuwinkt, und stirbt kurz darauf. Walton entdeckt bald darauf die Kreatur auf seinem Schiff und trauert um Frankensteins Körper. Walton hört die fehlgeleiteten Gründe der Kreatur für seine Rache sowie Äußerungen der Reue. Frankensteins Tod hat ihm keine Ruhe gebracht. Vielmehr haben seine Verbrechen sein Elend und seine Entfremdung verstärkt. Er hat in der Zerstörung seines Schöpfers nur seinen eigenen emotionalen Untergang gefunden und fühlt sich erneut verlassen. Er schwört, sich auf seinem eigenen Scheiterhaufen umzubringen, damit niemand jemals von seiner Existenz erfährt. Walton beobachtet, wie die Kreatur, die den Körper seines Schöpfers trägt, in die eisigen Weiten der Arktis wandert, um nie wieder gesehen zu werden.

## Hintergrund
Die Miniserie gilt als eine der originalgetreuesten Verfilmungen des Romans Frankenstein von Mary Shelley. Die Serie entstand in der Slowakei. In den USA erfolgte die Erstausstrahlung am 5. Oktober 2004.

## Rezeption
„Der hochkarätig besetzte und gediegen ausgestattete Film verleiht der Geschichte eine dezente homoerotische Note und eröffnet ihr neue Interpretationsansätze.“

„Diese x-te Verfilmung war nicht notwendig.“

In der Internet Movie Database hat der Film bei über 450 Stimmenabgaben eine Wertung von 6,2 von 10,0 möglichen Sternen (Stand: 24. Mai 2022).